# Lazare Lévy

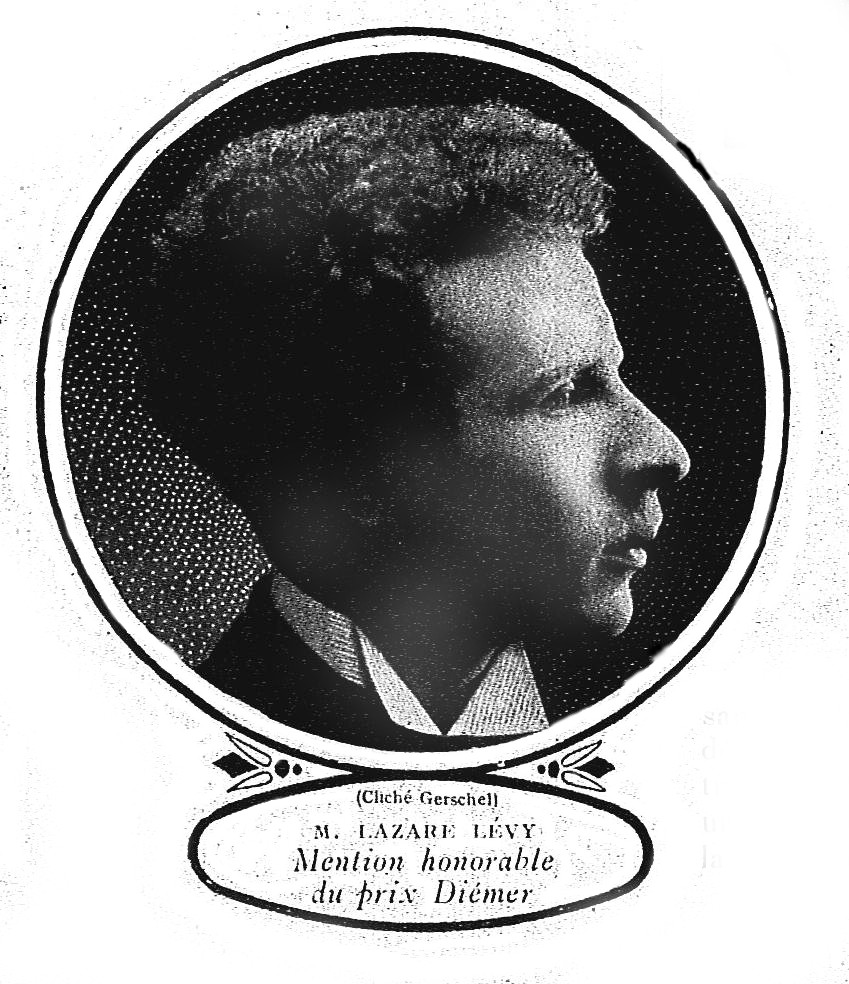
Lazare Lévy

Lazare Levy (Bruselas, 18 de enero de 1882 - París, 20 de septiembre de 1964), fue un pianista virtuoso, compositor, pedagogo  y organista, 
Levy, es recordado como Lazare-Levy, Nació en Bélgica de padres franceses.  Luis Diémer (1843-1919) supervisó los estudios del joven alumno prodigio en el Conservatorio de París, donde recibió un Premier Prix en 1898. El pianista también estudió armonía y contrapunto con Albert Lavignac y con André Gedalge. Durante la época de sus estudios, también fueron sus maestros Alfredo Casella, Alfred Cortot, George Enescu, Pierre Monteux, Maurice Ravel, y Jacques Thibaud. Lazare Lévy fue uno de los primeros defensores de Isaac Albéniz, cuya "Iberia" (Libro I) interpretó en 1907-1908.
Lazare Levy fue profesor de piano en el Conservatorio de París, primero como profesor temporal (1914 a 1916 y 1920-3) y luego como sucesor de Cortot (1923-40, 1944-53). 
Como judío en la Francia ocupada durante la Segunda Guerra Mundial, sobrevivió sólo a través del movimiento constante y la vigilancia, la clandestinidad, y el uso de alias y documentos falsos. La posición en el Conservatorio que había tenido se le dio a Marcel Ciampi, y Lazare Levy nunca se recuperó. Su hijo Felipe, combatiente de la resistencia, fue denunciado a la Gestapo por dos colaboradores de los nazis, capturado y fue trasladado al campo de concentración de Drancy, donde fue reconocido como un judío y torturado por Alois Brunner. Murió en Auschwitz.
Los discípulos de Lazare Levy fueron John Cage, Marcel Dupré, Lukas Foss, Clara Haskil, Solomon, Chieko Hara-Cassado, Monique Haas, Carme Bravo y muchos otros virtuosos muy conocidos en Francia hoy en día.